# Голландская (порода коров)
Голла́ндская поро́да — одна из древнейших пород крупного рогатого скота молочного направления. 

## История
Выведена в Голландии длительным улучшением местного скота. Известна с XIII века. Популярна благодаря самой высокой продуктивности среди чистокровного крупного рогатого скота, разводится в тридцати трёх странах.
Различают три региональных типа (отродия) голландской породы: чёрно-пёстрой масти, за пределами Нидерландов его называют голландским или фризским; красно-пёстрой масти маас-рейн-изельский и гронингенский — чёрной или красной масти с белой головой. Наибольшую популярность приобрёл фризский скот.
Завозилась в страны различных континентов и использовалась для улучшения существующих местных и создания новых пород: британо-фризской (Великобритания, Франция), остфризской, чёрно-пёстрой шведской (Швеция), чёрно-пёстрой немецкой (Германия), чёрно-пёстрой датской (Дания) и других. В Российскую империю голландскую породу начали завозить в конце XVII — начале XVIII века. В России создана родственная Чёрно-пёстрая порода. Частично голландская порода использовалась при выведении Чёрно-пёстрой, Холмогорской, Тагильской, Аулиеатинской, Бестужевской, белоголовой украинской и других пород. 
Выведенная в США и Канаде Голштинская порода — результат селекции голландского и немецкого скота. По продуктивности и типу телосложения чёрно-пёстрый скот разных стран различается. Наиболее высокой производительностью отличается голштино-фризский скот США (среднегодовой удой до 10 тысяч кг молока).
В СССР голландский скот, а также Голштино-фризский скот, завезённый из США, размещался в племенных хозяйствах центральной части и северо-запада РСФСР, Украинской, Белорусской и Литовской ССР. Производители голландской породы использовались для улучшения чёрно-пёстрой и других пород.

## Характеристика
Голландский скот широкотелый и мускулистый, туловище широкое, глубокое. с хорошо развитой задней частью, спина, поясница и круп хорошо выполнены, вымя правильной чашеобразной формы. Высота в холке: коров 130—132, быков 150—155 см. Вымя большое с правильно расположенными сосками. Живая масса коров составляет 550—600 (до 750) кг, быков 860—900 (до 1000) кг. 
Стандарт удоя 3600 кг за 305 дней лактации. Среднегодовой надой коров голландской породы при чистопородном разведении в России 4000—5500 кг молока жирностью 4—4,2 %, в лучших стадах России — до 5000—6000 кг. При разведении обычно используют быков голштинской породы.